# Inongo
Inongo é a capital da província de Mai-Indombe, na República Democrática do Congo. Tem uma população estimada em 45.159 habitantes.